# Pantophaea jordani
Pantophaea jordani es una polilla de la familia Sphingidae. Vuela en bosques y sabanas de África del oeste a Uganda.
El cuerpo y las alas delanteras son grises, con una banda postmedial ancha gris oscura y una mancha difusa gris oscura en la costa, cerca del ápice. El estigma es pequeño, y blanquecino. Las alas traseras son blancas con una mancha oscura pequeña en el tornus. Las hembras son más grandes, más oscuras y tienen las alas más anchas que los machos y sus alas posteriores son gris oscuro.